# Rhumba with Cugat
| Recensione | Giudizio |
| ---------- | -------- |
| AllMusic   |          |

Rhumba with Cugat è un album a nome Xavier Cugat and His Orchestra, pubblicato dalla casa discografica Columbia Records nel 1948.
Gli otto brani presenti sull'album erano già stati pubblicati (1941), dalla Columbia Records (C-54), in un cofanetto di quattro dischi in formato da 78 giri.

## Tracce

### LP
Lato A
1. Cachita (Voce di Machito) – 2:52 (Rafael Hernández) – Registrato il 24 gennaio 1941 a New York
2. Duerme (Time Was) (Voce di Carmen Castillo) – 2:44 (testo: Gabriel Luna – musica: Miguel Prado) – Registrato il 25 novembre 1940 a Chicago
3. Yo ta namora (Voce di Miguelito Valdés) – 2:51 (Arsenio Rodriguez) – Registrato il 28 marzo 1941 a New York
4. Anna boroco tinde (Voce di Miguelito Valdés) – 2:52 (Chano Pozo) – Registrato il 28 marzo 1941 a New York

Lato B
1. Acércate más (It Must Be a Dream) (Voce di Carmen Castillo) – 2:38 (Osvaldo Farrés) – Registrato il 28 marzo 1941 a New York
2. Lamp of Memory (Incertidumbre) (Voce di Carmen Castillo) – 2:55 (Gonzalo Curiel) – Registrato il 28 marzo 1941 a New York
3. Negra leono (Voce di Miguelito Valdés) – 3:16 (Antonio Diaz Fernandez) – Registrato il 10 gennaio 1941 a New York
4. La cumparsa (Carnival Procession) (Strumentale) – 2:42 (musica: Ernesto Lecuona) – Registrato il 25 novembre 1940 a Chicago [3]

## Musicisti
- Xavier Cugat – direttore d'orchestra
- Machito – voce (A1)
- Carmen Castillo – voce (A2, B1 e B2)
- Miguelito Valdés – voce (A3, A4 e B3)
- Componenti orchestra non accreditati [4]